# Щефан Кубек
Щефан Кубек (на немски: Stefan Koubek) е австрийски тенисист. 

## Биография
Щефан Кубек е роден на 2 януари 1977 година във Клагенфурт ам Вьортерзе, Австрия. 

## Кариера
Щефан Кубек играе с лява ръка и бекхенд с две ръце. Негов идол е Томас Мустер. Кубек печели три титли на сингъл, две от които на твърди кортове, въпреки това той зачввява, че любимата му повърхност е клея.
Кубек достига четвъртфинал на Откритото първенство на Австралия през 2002 г. и Мастърса в Хамбург през 2002 г. Достига най-високо класиране на сингъл, до световен номер 20, през март 2000 г. Кубек даве положителна проба за глюкокортикостероиди на Откритото първенство на Франция през 2004 г., след като получава инжекция за наранена китка, в последствие той е отстранен за три месеца.
Щефан Кубек обявява оттеглянето си от тениса през май 2011 г.

## Кариерна статистика

### ATP финали (3 титли; 6 финала)
|        | П–З | Година | Турнир               | Клас           | Настилка  | Опонент          | Резултат           |
| ------ | --- | ------ | -------------------- | -------------- | --------- | ---------------- | ------------------ |
| Победа | 1–0 | 1999   | Веризон Чалъндж      | Световни серии | Клей      | Себастиен Грожан | 6–1, 6–2           |
| Загуба | 1–1 | 1999   | Брайтън Интернешънъл | Световни серии | Клей      | Адриан Войня     | 6–1, 5–7, 6–7(2–7) |
| Победа | 2–1 | 2000   | Делрей Бийч Оупън    | Международни   | Твърда    | Алекс Калатрава  | 6–1, 4–6, 6–4      |
| Победа | 3–1 | 2002   | Катар Оупън          | Международни   | Твърда    | Ян-Майкъл Гембил | 6–4, 6–4           |
| Загуба | 3–2 | 2006   | Загреб Индоорс       | Международни   | Килим (з) | Иван Любичич     | 3–6, 4–6           |
| Загуба | 3–3 | 2007   | Махаращра Оупън      | Международни   | Твърда    | Ксавие Малис     | 1–6, 3–6           |